# Gyulai-Gaál Ferenc
Gyulai-Gaál Ferenc (Budapest, 1915. február 22. – Budapest, 1981. január 31.) magyar zeneszerző, karnagy. Testvére, Gyulai Gaál János (1924–2009) zeneszerző volt.

## Életpályája
1934–1939 között a budapesti Zeneművészeti Főiskola hallgatója volt, ahol Siklós Albert és Unger Ernő oktatta. 1941-től a Royal Revü Színház karnagya volt. 1943–1954 között a Budapesti Operettszínház karnagya, 1960–1981 között vezető karnagya volt. 1955–1959 között a szolnoki Szigligeti Színház zenei vezetőjeként dolgozott. 1959–1960 között az egri Gárdonyi Géza Színház zenei vezetője volt.
Az 1940-es években filmzenéket is szerzett, majd egy hosszabb kihagyást követően az 1970-es években Baróti Géza és Eisemann Mihály filmjeihez szerzett zenét.
Sírja az Óbudai temetőben található (13/2-12-33).

## Filmjei

### Zeneszerzőként
- Gorodi fogoly (1940)
- A cigány (1941, Balázs Gyulával)
- Behajtani tilos! (1941-1942, Balázs Gyulával és Holéczy Ákossal)
- Lejtőn (1943, vitéz Náray Antallal)
- Sárga kaszinó (1943)
- A képzett beteg (1952, Gyulai Gaál Jánossal)
- Csapj az asztalra! (1953)
- Timur és csapata (1960)
- Délután ötkor (1965)
- Bástyasétány '74 (1974)

### Zenei vezetőként
- Eladó birtok (1940)
- Mici néni harmadik élete (1964)
- Utószezon (1967)
- Csak egy telefon (1970)
- Kapaszkodj a fellegekbe! (1971)
- Gyilkosság a Maxime utcában (1971)
- Zenés TV színház (1977-1979)
- Napforduló (1979)

## Művei
- Rongybaba (musical)
- Kinn a herceg-benn a herceg (rádió-operett)
- Holtomiglan-holtodiglan (dalciklus)
- Kis angyal (zenekari szvit)